# Amaia Montero
Amaia Montero (Irun, 26 d'agost de 1976) és vocalista i compositora de música pop en castellà. Va començar la seva carrera musical com a cantant del grup La Oreja de Van Gogh. Des del 2007 ha començat una nova etapa en solitari que l'ha consolidat com una de les cantautores més importants del panorama pop espanyol.
Avui en dia és una de les veus més reconegudes a Espanya i al mercat llatí, i és característic el seu estil melismàtic.

## La seva carrera
L'any 1996 va conèixer, en un sopar a casa d'una amiga, Pablo Benegas (guitarrista del futur grup), que cercava una cantant. La seva amiga, sabent els interessos de tots dos, va insistir a Amaia que cantés, i aquesta només hi va accedir amb els llums apagats. Pablo la va convèncer perquè fes una prova per al grup, i així fou el principi d'una gran amistat a cinc bandes que avui encara dura i més que mai.
La reeixida etapa amb La Oreja de Van Gogh va durar onze anys, i va ser un dels grups espanyols amb més èxit nacional i internacional.
El 19 de novembre de 2007, La Oreja de Van Gogh va anunciar que Amaia deixava el grup per iniciar la seva carrera en solitari. Just un any després va sortir al mercat el seu primer àlbum, titulat Amaia Montero, que amb tan sols un primer single («Quiero ser...») fou doble disc de platí, amb més de 160.000 còpies venudes.
El 2012 va participar en el disc de La Marató de TV3 amb una versió en català de «Moon River» titulada «Riu de lluna».

## Discografia

### La Oreja de Van Gogh
- 1998: Dile al sol
- 2000: El viaje de Copperpot
- 2003: Lo que te conté mientras te hacías la dormida
- 2006: Guapa
- 2006: Más guapa

### Solitari
- 2008: Amaia Montero
- 2011: Amaia Montero 2
- 2014: Si Dios quiere yo también
- 2018: Nacidos Para Creer

### Col·laboracions
- Miguel Bosé («Sevilla»)
- Alex Ubago («Sin miedo a nada»)
- El Canto del Loco («Puede ser»)[2]
- Eros Ramazzotti («Está pasando noviembre»)
- Alejandro Fernández («Me dediqué a perderte»)
- Tiziano Ferro («El regalo más grande»)
- Mikel Erentxun («Ahora sé que estás», «Lau teilatu»)
- José Luis Perales («¿Por qué te vas?»)
- José Alfonso Lorca («El último Quijote»)